# Ramón Castellano de Torres
Pour les articles homonymes, voir Castellano et Torres.
 (juillet 2018).
Si vous disposez d'ouvrages ou d'articles de référence ou si vous connaissez des sites web de qualité traitant du thème abordé ici, merci de compléter l'article en donnant les références utiles à sa vérifiabilité et en les liant à la section « Notes et références ».
 (juillet 2018).
Ramón Castellano de Torres (né le 31 août 1947, Ceuta, Espagne) est un artiste espagnol. Les critiques d'art ont l'habitude de le cataloguer comme un peintre fondamentalement expressionniste, mais sa longue carrière artistique et sa grande variété de styles et la culture de diverses technologies[réf. nécessaire] font qu'il est risqué de le faire catégoriquement.

## Biographie
Fils d'un dessinateur et d'un peintre, Castellano décide très tôt de se consacrer aux arts plastiques. Depuis 1976, il réside à Morón de la Frontera (Séville).
La peinture de Ramon Castellano est soutenue par deux accessoires fondamentaux : la composition et la couleur, variant du réalisme académique pur, avec des paysages marins et urbains, à l'expressionnisme abstrait sévère avec les juxtapositions de couleurs et la composition étudiée développée dans toutes ses œuvres.
Ses œuvres cataloguées, qui se comptent par milliers, sont largement diffusées en Espagne et dans le monde entier, notamment au Japon, en Allemagne, en Argentine, à Cuba et aux États-Unis. Castellano a des œuvres exposées dans des galeries d'art, y compris : Artelista, My Gallery, Museum Cross Blacksmith, Artmajeur International (Californie), Arshumana, From the Plastic arts (Sculpture, Argentine), With the Art, Spectrum, Galleon Hispavista, To liberate Yourself, There cures Society International, Artatoo, GVAES Gallery of Spanish Art, Key Patron (République Argentine), Blue Ice, Art Vital, Dynamical Art, Art Today, The Friends of the Art, Art Tract, Art Tract, Empires, Art in Ligne, Álvaro Hernández, DevianART (Hollywood, Californie), Gallery Aberta (Porto, Portugal), Civila, Hispanic World, Your Art, Artede, Digital Consciousness Artist Database, Dotecome (Portugal), Fondation Antonio Segovia Lobillo, Contemporary Matetena Arte, Avisen-Avk Art Gallery (Danemark), Margencero Revista Haystack, Art Enebral, Babele Arte (Italie), The Saatchi Gallery (Your Gallery) de Londres, Lakewood's Yessy Gallery (Colorado).
Il est collaborateur d'articles et d'illustrations pour des magazines culturels et pédagogiques tels que Oil-mill, From the Border, Kikiriki, etc. et il est l'illustrateur de diverses histoires pour enfants. Il a écrit et publié plusieurs livres sur l'histoire, la géographie et les monuments artistiques de Morón de la Frontera.